# Euchromius matador
Euchromius matador là một loài bướm đêm trong họ Crambidae.